# Laurence Luckinbill
Laurence George Luckinbill (* 21. listopadu 1934 Fort Smith, Arkansas) je americký herec.
V roce 1956 vystudoval University of Arkansas a o dva roky později The Catholic University of America. V roce 1961 debutoval na Broadwayi v inscenaci A Man for All Seasons, roku 1967 se poprvé objevil na televizní obrazovce v seriálu The Secret Storm. Zpočátku byl obsazován do menších jednorázových rolí, v letech 1972 a 1973 ztvárnil pravidelnou postavu Glenna Garthe Gregoryho v seriálu The Delphi Bureau. V 70. letech dále hrál např. v seriálu City of Angels či Barnaby Jones. V roce 1977 byl nominován na cenu Tony v kategorii Nejlepší herec v činohře za roli v broadwayské inscenaci The Shadow Box. V průběhu 80. a 90. let 20. století hostoval např. v seriálech To je vražda, napsala či Právo a pořádek. Roku 1989 ztvárnil Syboka, jednu z hlavních postav ve sci-fi filmu Star Trek V: Nejzazší hranice.
Z prvního manželství má dvě děti, od roku 1980 je ženatý s herečkou Lucií Arnazovou, se kterou má další tři děti. Luckinbillova sestra Lynne je matkou bratrů Wachowských.